# Patalene olyzonaria
Patalene olyzonaria là một loài bướm đêm thuộc họ Geometridae. Nó được tìm thấy ở Quebec và New Hampshire tới Florida, phía tây đến Texas, phía bắc đến Wisconsin.
Sải cánh dài 21–25 mm. Con trưởng thành bay từ tháng 4 đến tháng 11. There are 2 to 3 generations per year.
Ấu trùng ăn Juniperus species và at times Thuja occidentalis và possibly Pinus.

## Hình ảnh

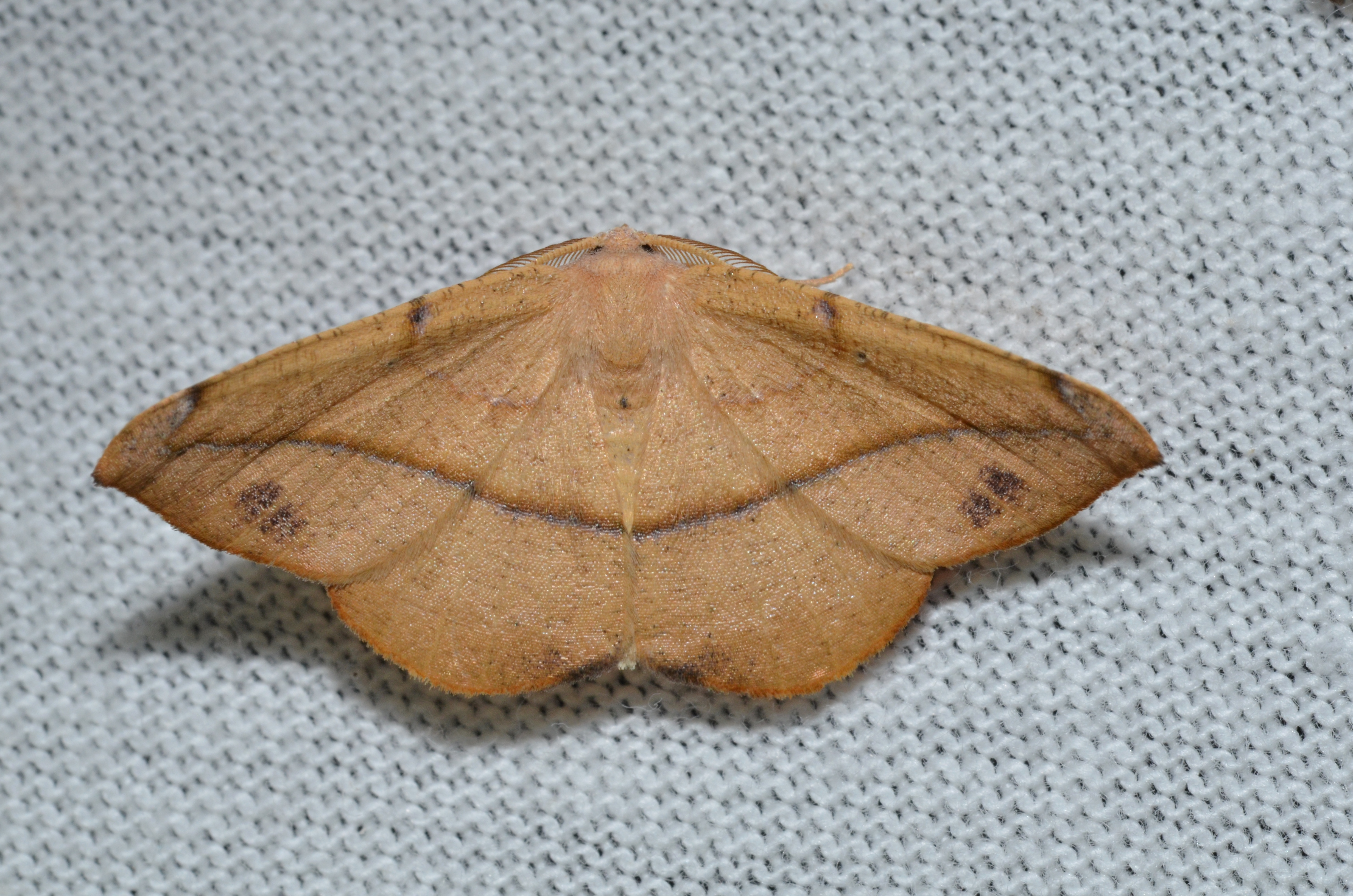
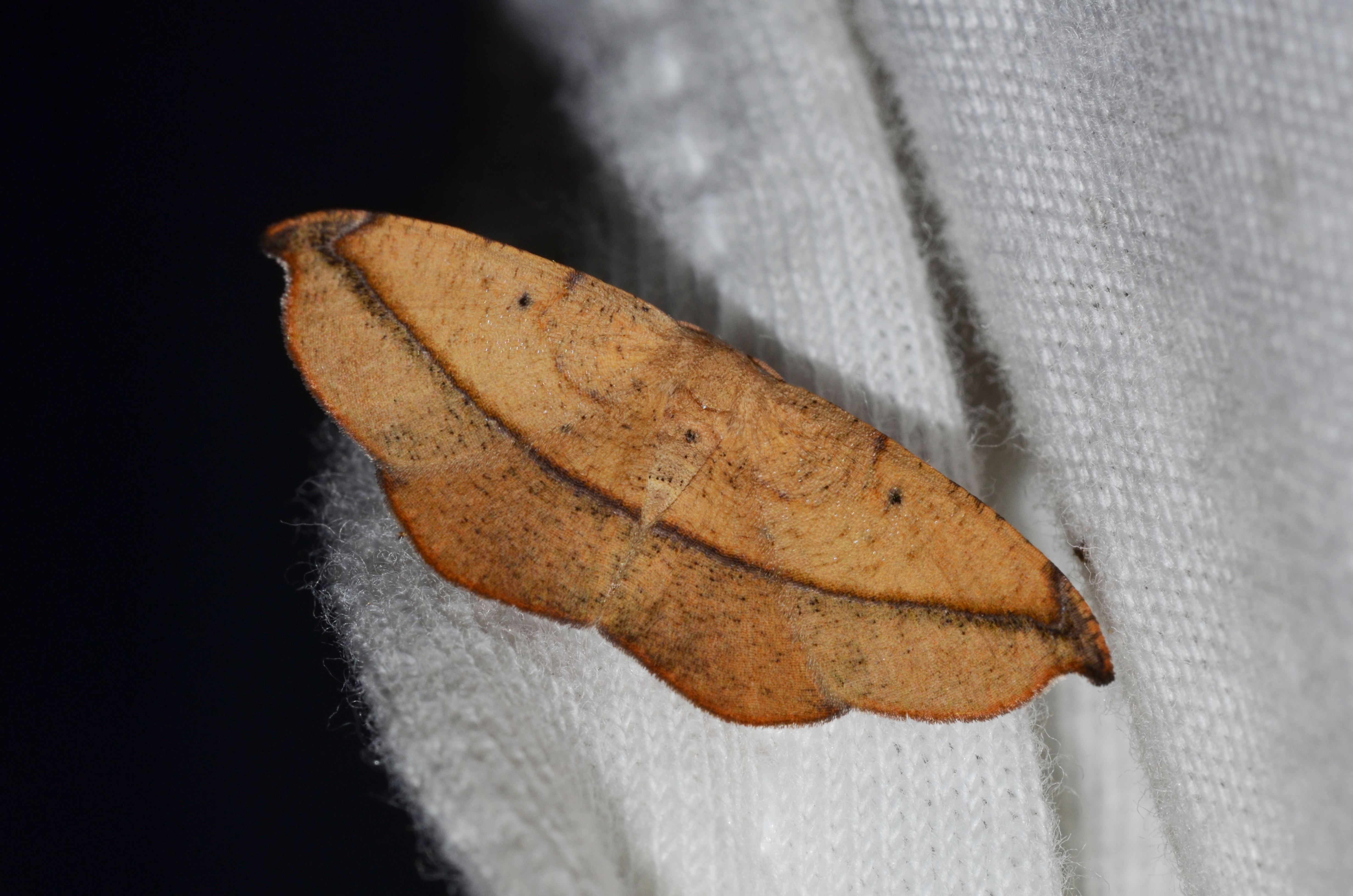